# Transaction Capabilities Application Part
TCAP (Transaction Capabilities Application Part) – protokół warstwy aplikacji w Systemie Sygnalizacji Nr 7. Umożliwia ustanawianie połączeń end-to-end pomiędzy aplikacjami TCAP. Pozwala na wymianę komunikatów pomiędzy punktami końcowymi. Korzysta z protokołów warstwy sieci SS7 MTP i SCCP.